# Miloslav Loos
Miloslav Loos (* 20. Januar 1914 in Prag; † 2. März 2010 ebenda) war ein tschechoslowakischer Radrennfahrer und nationaler Meister im Radsport.

## Sportliche Laufbahn
Loos war im Straßenradsport und im Querfeldeinrennen (heutige Bezeichnung Cyclocross) aktiv. Er war Teilnehmer der Olympischen Sommerspiele 1936 in Berlin. In dem von Robert Charpentier gewonnenen olympischen Straßenrennen kam er nicht ins Ziel. Die Mannschaft der Tschechoslowakei kam mit Vilém Jakl, Hans Leutelt, Josef Lošek und Miloslav Loos nicht in die Mannschaftswertung, da nur Lošek das Ziel erreichte. 
1937 gewann er die nationale Meisterschaft im Straßenrennen. 1948 startete er in der Internationalen Friedensfahrt auf dem Kurs von Warschau nach Prag und belegte den 8. Platz.